# 千疋隼人
千疋 隼人（せんびき はやと、1995年4月13日 - ）は、日本の俳優。福岡県出身。以前はビーイング傘下の芸能事務所White Dreamに所属していた。

## 経歴
2022年3月31日付でWhite Dreamを退所し、同時に芸名を千疋隼斗から千疋隼人に改めた。

## 出演

### テレビドラマ
- 彼が僕に恋した理由 年末スペシャル（2020年12月28日、TOKYO MX）[3]
- アイカツプラネット!（2021年4月18日、テレビ東京） - 雑誌編集者 役
- おじさんが私の恋を応援しています（脳内）（2022年2月14日 - 4月4日、TOKYO MX） - 田中聡介 役

### 舞台
- 東京ワンピースタワー「ONE PIECE LIVE ATTRACTION MARIONETTE」（2019年4月 - 2020年7月）- サンジ 役[4]
- 君の顔なんかイモみたい（2020年12月18日 - 26日、下北沢スターダスト）[5]
- 淡海乃海-声無き者の歌をこそ聴け-（2021年3月10日 - 3月14日、俳優座劇場） - 明智光秀 役[6]
- 朗読劇『Love o nRide～通勤彼氏』新春“恋愛成就”スペシャルバージョン（2022年1月8日、浅草花劇場） - 笹岡永斗/久我瞬介/江波戸響 役[7]
- 舞台「悪役令嬢ですが攻略対象の様子が異常すぎる 異禄Side︰R」（2022年2月16日 - 2月20日、シアターグリーン BIG TREE THEATER） - エリク・ハイム 役[8]

### 映画
- 秘密の花園（2021年4月17日公開）

### MV
- all at once「12cm」（2020年4月29日）[9]
- acane「すきっちゃん」（2020年9月26日）

## 作品

### 写真集
- 千疋隼斗『SPECIAL PHOTO BOOK』（2020年8月25日、トランスワールド）